# World Resources Institute
O World Resources Institute (WRI) é uma organização não governamental ambientalista e conservacionista, fundada em 1982 e sediada em Washington, nos Estados Unidos.
O WRI é uma organização independente, não partidária e sem fins lucrativos com um quadro de mais de 450 cientistas, economistas, especialistas em política, analistas de negócios, analistas estatísticos, cartógrafos e comunicadores, desenvolvendo e promovendo políticas que visam proteger a Terra e melhorar a vida das pessoas.
O WRI organiza o seu trabalho em torno de quatro objetivos:
- Clima, Energia e Transporte: Proteger o clima global de novos danos devido a emissões de gases de estufa e ajudar a humanidade e a natureza a adaptarem-se às inevitáveis alterações climáticas.
- Governança e Acesso: Garantir ao público o acesso à informação e decisões quanto a recursos naturais e o meio-ambiente.
- Mercados e Empreendimentos: Explorar mercados e iniciativas para estender oportunidades econômicas e proteger o ambiente.
- Gente e Ecossistemas: Inverter a degradação rápida dos ecossistemas e assegurar a sua capacidade para prover seres humanos de bens e serviços necessários.

O WRI é provavelmente melhor conhecido para a sua publicação bienal, o relatório World Resources (Recursos do Mundo), uma respeitada coletânea de dados e análises detalhadas sobre problemas ambientais atuais.